# Oenoptila rubra
Oenoptila rubra är en fjärilsart som beskrevs av W. Warren 1897. Oenoptila rubra ingår i släktet Oenoptila och familjen mätare. Inga underarter finns listade i Catalogue of Life.